# Паул Керес
Паул Керес (ест. Paul Keres; Нарва, 7. јануар 1916 — Хелсинки, 5. јун 1975) је био естонски (потом совјетски) шахиста. Године 1935. постаје шаховски шампион Естоније по први пут. Од 1936. до 1940. Керес је уређивао часопис „Естонски шах“. Паул Керес је први пут ступио на међународну шаховску арену средином 1930. и остао значајна фигура, годинама касније. Због неуспеха у покушајима да игра мечеве за титулу шампиона света прозвали су га „некрунисани краљ шаха“. Умро је од срчаног напада 5. јуна 1975. у Хелсинкију, Финска.

## Младост
Прво је учио шах од свог оца и старијег брата. Због недостатка шаховске литературе у његовом родном месту, учио је шах решавајући шаховске проблеме из новина. Имао је колекцију од преко 1000 партија које је сам записао. Ово му је касније помагало да у партијама лакше решава настале проблеме. У младости је имао нападачки стил игре. Три пута је био школски шампион у шаху Естоније. Његово сазревање је било преко играња дописног шаха, док је био у средњој школи. Од 1937. до 1941. студира математику на Универзитету у Тартуу. Представљао је школу у неколико међуфакултетских мечева.

## Шаховска каријера пре Другог светског рата
По први пут Керес постаје шампион Естоније 1935. године. На турниру је поделио прво место са Гунаром Фридманом, али га је у допунским партијама апоразио са 2:0. Исте године је победио Кибермана, једног од водећих шахиста у Тартуу, у тренинг мечу са 3:1.
Керес игра на првој табли за тим Естоније на Шестој шаховској олимпијади у Варшави 1935. и постаје нова звезда. Тако стиче самопоуздање да се упусти у међународне воде. Његов шаховски успон почиње од Хелсинкија 1935. где заузима друго место иза Фридмана. Побеђује у Талину 1936. са скором 9/10. Први значајнији успех на међународној сцени постиже у Бад Нојхајму 1936, где дели прво место са Александром Аљехином (6½/9). У Дрездену 1936. је подбацио заузевши 9-10. место (2 победе, 3 ремија и 4 пораза), али је касније записао да је ово била значајна лекција за њега. Керес се враћа турниром у Занвурту 1936. и дели 3. место (3 победе, 1 реми и 3 пораза). Затим је одбранио титулу естонског шампиона играјући нерешено са Паулом Шмитом (3 победе, 1 реми и 3 пораза).
Керес је имао успешну 1937. годину. Побеђује у Талину (7½/9). Затим дели прво место у Маргејту са Рубеном Фајном (7½/9), 1½ поена више од Аљехина. У Остендеу пласира се од првог до трећег места са Фајном и Хенри Гробом 6/9. Керес доминира у Прагу побеђујући (10/11). Затим побеђује на тематском турниру у Бечу 4½/6; све партије су почињале са 1.d4 Sf6 2.Sf3 Se4. Дели четврто место у Кемерију, где побеђује Сало Флор. Пласира се од 2. до 4. места у Парнуу са скором 4½/7. Сви ови успеси су утицали да добија позив за веома јак турнир у Семерингу 1937, где побеђује (9/14), испред Фајна, Хосеа Раула Капабланке, Семјуела Решевског и Ериха Елисказеса. Био је други у Хестингсу 1937/38 (6½/9). Керес игра нерешено у егзибиционом мечу са шведским велемајстором Гидеоном Столбергом (2 победе и 2 пораза уз 4 ремија).
Са успехом наставља да игра за тим Естоније на Олимпијадама, укључујући и незваничну олимпијаду у Минхену 1936. освојивши златну медаљу, играјући на првој табли. На Седмој шаховској олимпијади у Стокхолму 1937. осваја сребрну медаљу-прва табла, а на Осмој олимпијади у Буенос Ајресу 1939. Естонија осваја бронзану медаљу.
1938. је био изједначен са Фајном на турниру AVRO Амстердам, а испред шаховских легенди Михаила Ботвиника, Макс Евеа, Решевског, Аљехина, Капабланке и Флора. Керес побеђује јер је у међусобном сусрету био бољи од Фајна са 1½ : ½. Очекивало се да победник овог турнира буде изазивач за светску шампионску титулу, али Други светски рат је почео. Прво је окупирана Естонија од Совјетског Савеза 1940-1941, и преговори са шампионом Аљехином су били прекинути. Керес је у Лењинграду-Москви 1939. подбацио пласиравши се на 12-13 место. Брзо се опоравио и победио у Маргејту (7½/9), испред Капабланке и Флора.

## Други светски рат
Почетак Другог светског рата Кереса је затекао у Буенос Ајресу на шаховској олимпијади. Остао је после олимпијаде на међународном турниру и поделио је прво место са Мигуелом Најдорфом (8½/11).
Његов следећи меч је био са бившим светским шампионом Максом Евеом у Холандији (од децембра 1939. – јануара 1940). Керес је победио (7½:6½) – 6 победа, 5 пораза уз 3 ремија. Ово је био сјајан успех, не зато што је Еве био бивши шампион, већ зато што је имао огромно искуство у оваквим мечевима, за разлику од Кереса.
Са Немачко-Совјетским пактом у августу 1939, Естонија постаје део Совјетског Савеза. Керес игра свој први шампионат Совјетског Савеза (12-ти по реду) и заузима четврто место (9 победа, 4 пораза уз 6 ремија). Совјетска шаховска федерација организује 1941. шампионат на коме су учествовали првих шест из претходне године, који се одржавао у Москви и Лењинграду. Ботвиник побеђује (13½/20) на овом супер јаком турниру, једном од најјачих икада организованих. Керес је био други (11/20) испред Василија Смислова, Болеславског, Лилиентала и Бондаревског.
Са Немачком инвазијом Совјетског Савеза у јуну 1941. Естонија потпада под Немачку власт. Од 1942-1943 Керес и Аљехин играју на четири турнира организована од немачке шаховске федерације. Аљехин побеђује у Салзбургу у јуну 1942, у Минхену (први европски шампионат) у септембру 1942. и у Прагу (међународни турнир) у априлу 1943. увек испред Кереса, који је био други на три турнира. Делио је прво место на турниру у Салзбургу у јуну 1943. са скором од 7½/10.
За време Другог светског рата Керес је играо на неколико турнира. Побеђује свих 15 партија у Талину 1942, и свих пет у Позену 1943. Такође побеђује у Талину 1943. и Мадриду 1944. (13/14). Био је други у Лидкепингу 1944. Побеђује у мечу са Фолке Екстромом у Стокхолму 1944. резултатом 5:1.

## Политичка (не)подобност
Завршетком Другог светског рата Керес је био у неугодној ситуацији. За време рата, његова домовина Естонија је била окупирана од Совјета, Немаца и поново Совјета. Керес је учествовао на неколико турнира у Европи под немачком окупацијом, и када су Совјети поново окупирали Естонију 1944. неуспешно је покушао да побегне. Срећом, Керес је избегао своју депортацију у Сибир, али његов повратак на међународну шаховску сцену је каснио, а био је у изврсној форми. Побеђује у Риги 1945. (10½/11). Вероватно из политичких разлога, искључен је из тима Совјетског Савеза у радио мечу са САД 1945. и одлучује да не учествује на првом великом турниру после рата у Гронингену, 1946. на коме побеђује Ботвиник испред Евеа и Смислова.
Побеђује на шампионату Естоније у Талину 1945. (13/15) испред неколико јаких играча из Совјетског Савеза као што су Александар Котов, Александар Толуш, Лилиентал и Флор. Затим побеђује у Тбилисију 1946. (18/19) испред Микенаса и шеснаестогодишњег Тиграна Петросјана.
Керес се вратио међународним турнирима 1946. у радио мечу СССР – Уједињено Краљевство, и наставља са својом добром формом те године као и следеће. Иако је био врхунски шахиста и његов положај аутсајдера у Совјетском Савезу као и стрес који је преживљавао због сталне присмотре коју је имао од Партије и совјетске бирократије, је утицало на његову каријеру.

## Квалификације за меч кандидата за шампиона света
Учествовао је 1948. на турниру који је био организован да одреди шампиона света после Аљехинове смрти 1946. Одржани су турнири у Хагу и Москви и учествовали су: Михаил Ботвиник, Василиј Смислов, Керес, Семјуел Решевски и Макс Еве (Рубин Фајн је такође позван али је одбио учешће). Играчи су међусобно играли по пет партија. Керес је завршио као трећи. Свих пет партија против Ботвиника је изгубио.
Било је шпекулација да је Керес под притиском морао да изгуби своје партије против „политички подобног“ Ботвиника. Детаљан извештај дао је Тејлор Кингстон 1998. године који је нашао неколико особа које су о томе сведочиле, али није пронашао ништа. По америчком шаховском историчару Џејмсу Шредеру, Ботвиник је постигао ову рекордну победу зато што је совјетска шаховска бирократија одлучила да светски шампион буде Рус, а не Естонац Керес. Кингстон је био веома критичан према Шредеровом извештају: „То је велика шпекулација и најгоре ђубре. 2002. Кингстон је разговарао са Јуријем Авербахом, који је описао Кереса као замишљеног човека под политичким притиском, који је без устезања допустио да Ботвиник победи.
У неколико других пост-ратовских турнира Керес је доминирао. Побеђује на изузетно јаком шампионату Совјетског Савеза три пута. 1947. побеђује у Лењинграду (петнаести шампонат Совјетског Савеза) са скором 14/19. Учествовали су сви најбољи совјетски шахисти изузев Ботвиника. 1950. у Москви на осамнаестом шампионату Совјетског Савеза са скором 11½/17, па поново у Москви 1951. године, на деветнаестом шампионату Совјетског Савеза (12/17), када су учествовали: Гелер, Петросјан, Смислов, Ботвиник, Авербах, Бронштајн, Тајманов, Арониан, Флор, Бондаревски и Котов.
Керес побеђује у Парнуу са скором од 9½/13, у Iwonicz Zdrój 1950. са 14½/18 и Будимпешти 1952. (12 ½ /17), испред светског шампиона Ботвиника, Гелера, Смислова, Шталберга, Саба и Петросјана.
Керес је учествовао на 6 турнира кандидата:
- 1950. у Будимпешти био је четврти иза Давида Бронштајна и Исака Болеславског 9.5/18 (3 победе, 13 ремија и 2 пораза).
- 1956. у Цириху био је други, 2 поена мање од Смислова 16/28 (8 победа, 16 ремија и 4 пораза).
- 1956. у Амстердаму био је други, овог пута са 1½ поена мање од Смислова 10/18 (3 победе, 14 ремија и 1 пораз).
- 1959. у Југославији је имао веома импресиван скор 18½/28 (15 победа, 7 ремија и 6 пораза) са којим би био победник 1962. Међутим, ово је било довољно само за друго место иза Михаила Таља који је имао невероватан скор од 20/28.
- 1962. у Curaçao поделио је друго место са Ефимом Гелером, а пола поена мање од Тиграна Петросјана 17/27 (9 победа, 16 ремија и 2 пораза).
- 1965. губи четврт-финални меч са 6:4 од Бориса Спаског.

## Ненадмашни међународни тимски успеси
Пошто је постао совјетски грађанин, Керес је представљао СССР у седам узастопних шаховских олимпијада. ([[Хелсинки] 1952, Амстердам 1954, Москва 1956, Минхен 1958, Лајпциг 1960, Варна 1962 и Тел Авив 1964) и на свим је совјетски тим освојио златну медаљу. У Хелсинкију је играо на првој табли и имао скор од 6.5/12. У Амстердаму је играо четврту таблу (13.5/14). У Москви је био на трећој табли (9.5/12). У Минхену је још једном био на трећој табли (9.5/12). У Лајпцигу такође на трећој табли и скор од 10.5/13. у Варни је на четвртој табли (9.5/13). У Тел Авиву је опет на четвртој табли (10/12).
Све заједно, на 11 Олипијада (укључујући и незваничну Олимпијаду у Минхену 1936), играјући за Естонију и СССР и 161 одиграну партију, Керес је сакупио 97 победа, 13 пораза уз 51 реми, 76,7% успешности. Освојио је 7 тимских златних медаља, 5 индивидуалних златних медаља, и бронзану медаљу играјући за СССР. Ове освојене медаље су рекорд свих времена на Олимпијским шаховским играма.
Керес је био у тиму Совјетског Савеза три пута на европском шампионату. У Бечу 1957. играо је на другој табли и имао скор од 3/5 и добија златну медаљу као најбоља друга табла. Затим у Оберхаузену 1961. био је на трећој табли са скором 6/8 и поново добија златну медаљу за најбољу трећу таблу. Није био у тиму 1965. у Хамбургу. На крају, у Кафенбергу 1970. био је на осмој табли са скором 5/5 и добија златну медаљу. У овим европским мечевима имао је импресиван скор од 14/18, без пораза.

## Каснија каријера
Керес је наставио са турнирима. Дели прво место у Хејстингсу 1954/55 са Смисловом 7/9 (+6 =2 -1). Доминирао је на турниру у Парнуу 1955. (9.5/10). У егзибиционом мечу у Хамбургу 1956. побеђује Волфганга Унцикера са 6:2 (4 победе и 4 ремија). Дели друго и треће место на шампионату Совјетског Савеза у Москви 1957. са Бронштајном а иза Михаила Таља. Керес побеђује у Мар дел Плати 1957. (15/17 испред Мигуела Најдорфа) и у Сантјагу 1957. (6/7) испред Александра Котова. Побеђује у Хејстингсу 1957/58 (7½/9 испред Светозара Глигорића). Поделио је треће и четврто место са Фишером на турниру у Цириху 1959. а иза Таља и Глигорића. Био је трећи у Стокхолму 1959/60 са скором 7/9. Побеђује у Парнуу 1960. Био је шампион Цириха 1961. (9/11, испред Петросјана). Керес је поделио прво место са Петросјаном на турниру у Лос Анђелесу (8½/14).
Остали турнири: Бевервијк 1964, са 11½/15, дели прво место са Иво Неиемиеном; Бамберг 1968, два поена више од шампона Петросјана. Побеђује у Будимпешти 1970. (10/15) испред Ласла Саба. Керес побеђује Ивкова са 3:1 у његовом последњем тимском мечу „СССР против Остатка света“.
Умро је од срчаног напада 5. јуна 1975. у Хелсинкију, Финска у 59-тој години.

## Шаховско завештање
Паул Керес је био рангиран међу 10 најјачих играча на свету 30 година, између 1936 и 1965, са највећим процентом победа од свих велемајстора у историји шаха.
Имао је позитиван биланс против светких шампиона Евеа и Таља, и нерешен против Василија Смислова, Тиграна Петросјана и Анатолија Карпова. Позитиван биланс је имао и против таквих играча као што су били Фајн, Флор, Виктор Корчној, Ефим Гелер, Савиели Тартаковер, Марк Тајманов, Милан Видмар, Светозар Глигорић, Исак Болеславски, Ефим Богољубов и Бент Ларсен.
Написао је бројне књиге:
- Grandmaster of Chess.  978-0-668-02645-1.
- The Art of the Middle Game (with Alexander Kotov).  978-0-486-26154-6.
- Practical Chess Endings.  978-0-7134-4210-6.

Све три књиге су цењене међу шаховским стручњацима. Такође је написао неколико турнирских књига, укључујући и извештај са светског шампионата 1948.
Аутор је неколико књига отварања, писаних на немачком језику.
- Spanisch bis Franzosisch, Dreispringer bis Konigsgambit, and Vierspringer bis Spanisch

Приложио је за прву едицију југословенске енсиклопедије отварања отварања на „С“ који се појавио 1974. баш пред његову смрт следеће године. Керес је био уредник листа „Shahmathy” у Риги.
Керес је имао велики допринос у теорији отварања. Кересов напад против Шевениншке варијанте Сицилијанске одбране: (1.e4 c5 2.Sf3 d6 3.d4 cxd4 4.Sxd4 Sf6 5.Sc3 e6 6.g4), коју је успешно спровео против Богољубова у Салзбургу 1943. а који је и данас актуелан. На оригиналан начин је играо Руи Лопез варијанту (1.e4 e5 2.Sf3 Sc6 3.Lb5 a6 4.La4 Sf6 5.0-0 Le7 6.Te1 b5 7.Lb3 d6 8.c3 0-0 9.h3 Sa5 10.Lc2 c5 11.d4 Sd7) коју је играо 1962. у мечу кандидата и била је популарна неколико година. Такође је популаризовао Кересову одбрану (1.d4 e6 2.c4 Lb4+). Имао је побољшања у Енглеској партији (1.c4 e5 2.Nc3 Nf6 3.g3 c6).
Написао је: 180 проблема и 30 студија.
- Paul Keres' Best Games, Volume 1: Closed Games (Cadogan 1994)

Остала дела:
- Paul Keres: The Road to the Top
• Publisher: International Chess Enterprises (Jul 1996)
• На енгеском
•.  978-1-879479-35-7.
•.  978-1879479357.
- Paul Keres: The Road to the Top (Algebraic classics series)
• Publisher: B.T. Batsford Ltd (5 Aug 1996)
• На енгеском
•.  978-0-7134-8054-2.
•.  978-0713480542.
- The Quest for Perfection (Algebraic classics series)
• Publisher: B.T. Batsford Ltd (5 Feb 1997)
• На енгеском
•.  978-0-7134-8062-7.
•.  978-0713480627.
- Paul Keres: Ausgewahlte Partien 1959-1974 Und Der Versuch Einer Biographie
• Јануар 1983.

- На немачком
•.  978-3-88805-007-7.
•.  9783888050077.
- Paul Keres, H Golombek, Alexander Kotov, A. Kotov: The Art of the Middle Game
• Јануар 1990.

- .  978-0-486-26154-6.
•.  9780486261546.
- Paul Keres, Burt Hochberg, Burt Hochberg (Editor): Power Chess: Great Grandmaster Battles from Russia
• Новембар 1991
• Publisher: Times Books
•.  978-0-8129-1949-3.
•.  9780812919493.
- Paul Keres: Practical Chess Endings
• Јануар 1974.

- .  978-0-7134-2801-8.
•.  9780713428018.
- Werner Golz, Paul Keres: Chess Combinations As a Fine Art: 120 Unusual Puzzles
• Мај 1990.

- Publisher: Crowood Pr
•.  978-1-85223-285-6.
•.  9781852232856.

## О Кересу су рекли[6]
- Шампион САД, Рубен Фајн:

„На турниру у Варшави 1935, велико изненађење је био високи, обазриви, деветнаестогодишњи Естонац. Био је потпуно непознат у својој земљи. Али његова игра је била чудесна. Не само што се поштено борио, по први пут, са светским величинама у шаху, него их је и добро намучио. Била је то његова оригиналност, полет и блиставост којом је запањио и усхитио шаховски свет.“
- Чешке новине "Sachovy Tyden" (1937):

„Керес је прави феномен. Са непуне две године играо је бриљантно шах што је сигурно имало утицаја на његов животни пут. Био је Паганини шаха и попут њега је играо своју дивну мелодију једном руком.“
- Голомбек (Times 2.7.1977):

„У Амстердаму 1954. његов скор је био 96,4% на четвртој табли. Бриљантно побеђује у другој партији Шајтара из Чехословачке, када ми је капитен совјетског тима рекао да је то била „права совјетска партија“. Када сам то пренео Кересу овај ми је најискреније рекао: „Не, то је била права естонска партија“.
- Бивши светски шампион Борис Спаски, у својим мемоарима:

„Честитост, коректност, дисциплина, вредноћа, необична скромност – то су биле особине које сам видео у очима људи који су имали контакте са Кересом. Било је и нечег мистериозног у вези са њим. Имао сам јак осећај да Керес носи неку благост од неког силног терета, целог свог живота. Сада разумем да је тај терет био бескрајна љубав према земљи својих предака, у покушају да издржи сва тешка искушења, да има пуну одговорност за сваки његов корак. Никада нисам срео особу недораслу осећању одговорности. Овај човек са унутрашњом слободом и независним карактером је био врло дисциплинована особа.
За мене, Паул Керес је био последњи Мохиканац, најбоље традиције класичног шаха – ако ја будем могао изнети тај пут – Краља шаха...
Зашто није постао шампион? Знам то из личног искуства да у покушају да се досегне врх, особа која размишља једино о том циљу, ће заборавити све друго на овом свету, бацакајући се на споредан пут потпуно непотребно – или ће бити осуђена на неуспех. Како је све то могао да заборави Керес?

## У спомен на Кереса
На новчаници од 5 естонских круна је његов портрет. Његова статуа је постављена у Талину. Од 1969. одржава се сваке године шаховски турнир у Талину, Естонија, а од 1976. се зове Меморијални Кересов шаховски турнир. Керес је победио на турниру 1971. и 1975. 1976. Велики број шаховских клубова и шаховских фестивала носи његово име. 2000. године је проглашен за естонског спортисту века.